# Incilius tutelarius
Incilius tutelarius är en groddjursart som först beskrevs av Joseph R. Mendelson 1997.  Incilius tutelarius ingår i släktet Incilius och familjen paddor. IUCN kategoriserar arten globalt som starkt hotad. Inga underarter finns listade i Catalogue of Life.